# Grupa Borsuka

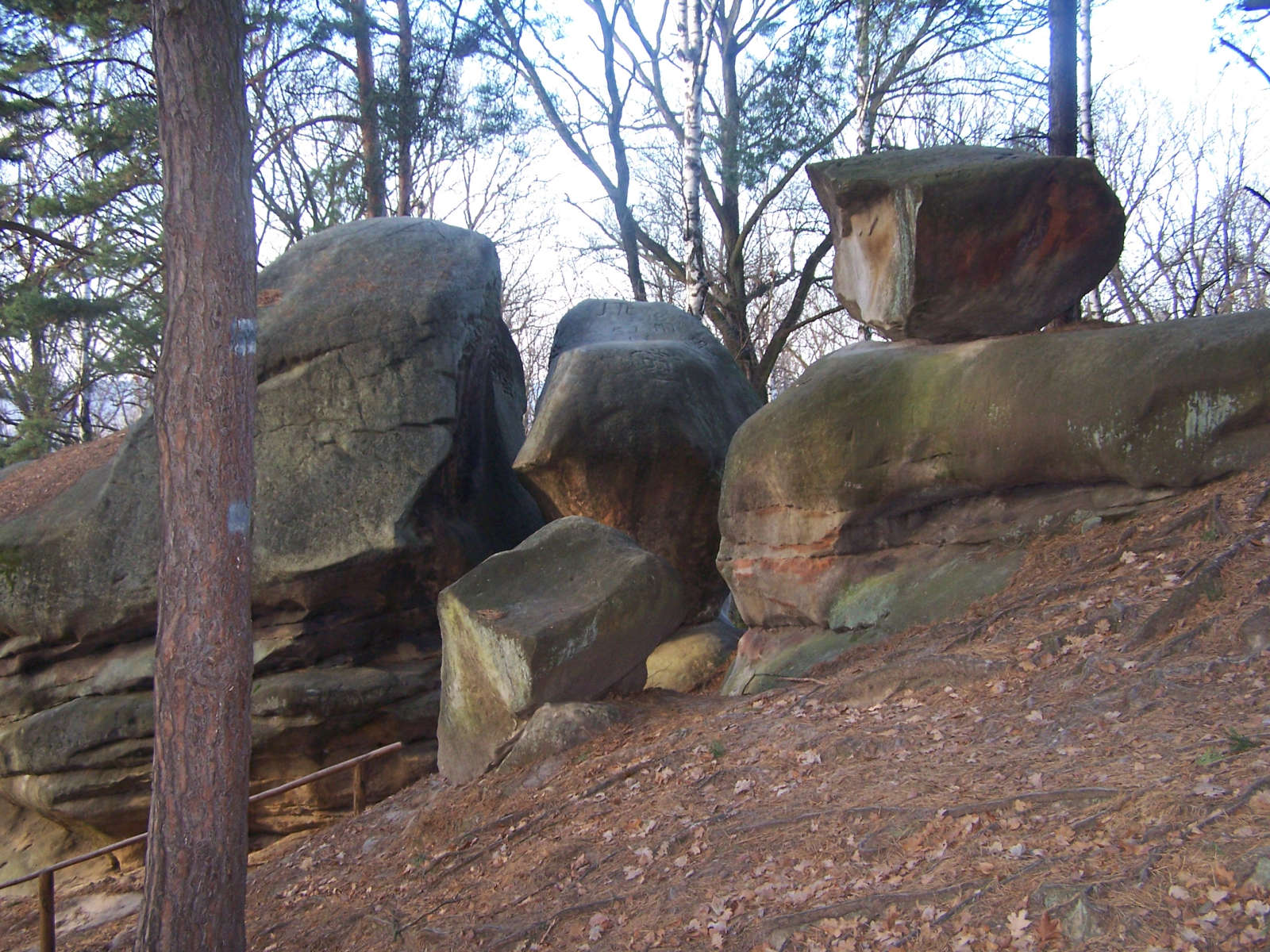

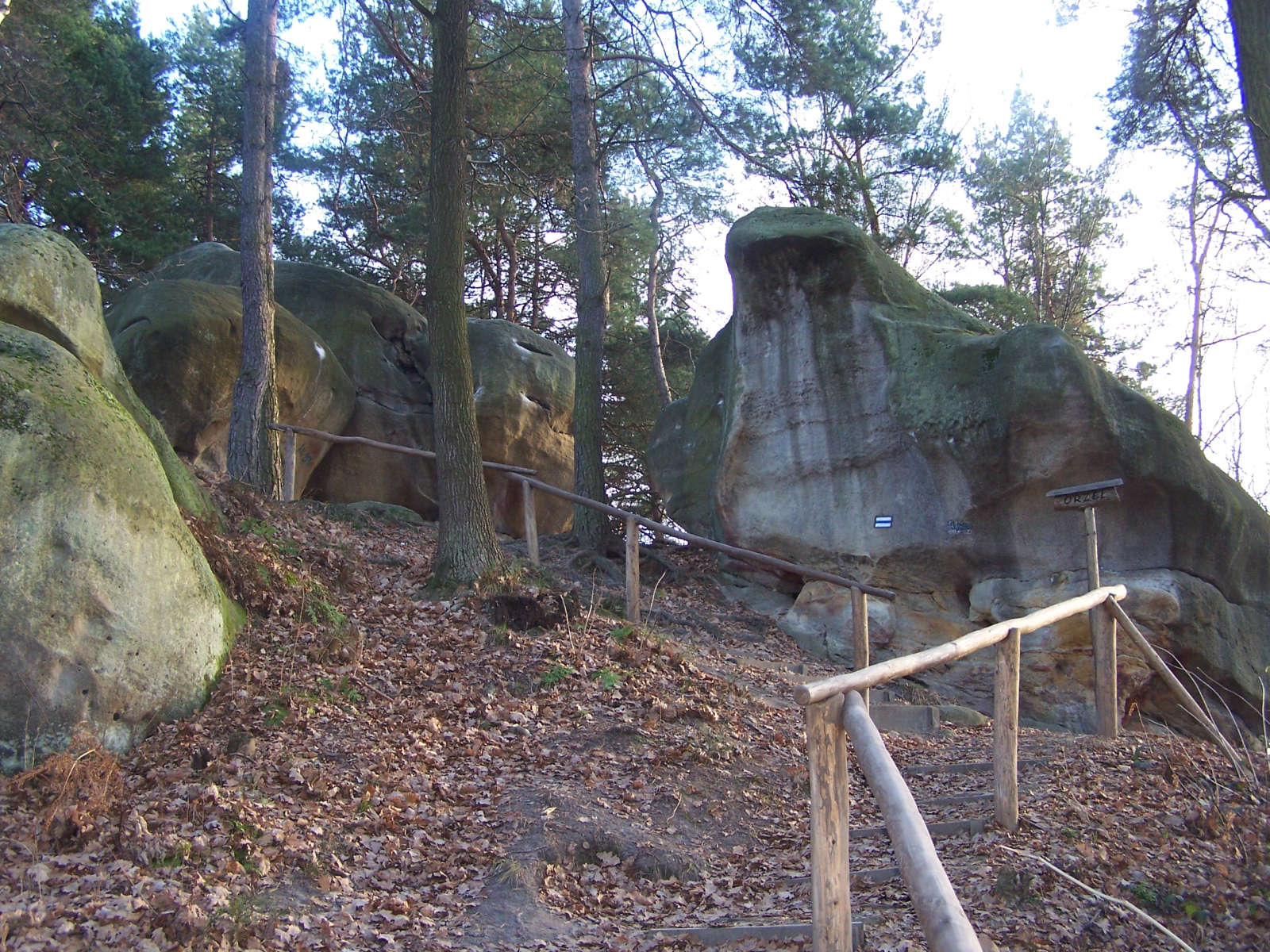

Grupa Borsuka – grupka skał w rezerwacie przyrody Skamieniałe Miasto na Pogórzu Ciężkowickim w miejscowości Ciężkowice. Znajdują się zaraz powyżej Warowni Dolnej i Warowni Górnej, na zachodnim, opadającym do doliny Białej stoku wzgórza Skała. Wyróżnia się wśród nich kilka skał mających własne nazwy. Są to>:
- „Orzeł”,
- „Pieczarki” (Mała Baszta, Flakon, Jajo)
- „Borsuk”
- „Pianino”,
- „Piekiełko”
- „Grzyb”[2][3].

Nazwy skał związane są z ich kształtem lub legendami.
Są to ostańce i podobnie, jak wszystkie pozostałe skały w Skamieniałym Mieście zbudowane są z piaskowca ciężkowickiego. Powstał on na dnie dawnego Oceanu Tetydy w wyniku sedymentacji osadów. W okresie polodowcowym piaskowce ulegały selektywnemu wietrzeniu. Najbardziej na wietrzenie narażone były płaszczyzny spękań ciosowych, przetrwały zaś fragmenty najbardziej odporne na wietrzenie. Doprowadziło to do powstania różnorodnych, izolowanych od siebie form skałkowych. W procesie ich powstawania odegrały rolę również powierzchniowe ruchy grawitacyjne i obrywy, które powodowały przemieszczenia się niektórych ostańców i ich wychylenia od pionu.
Pomiędzy skałami Grupy Borsuka prowadzi znakowany szlak turystyczny. Wędrówkę nim można rozpocząć od parkingu znajdującego się w odległości około 1 km od centrum Ciężkowic, po lewej stronie drogi wojewódzkiej nr 977 z Tarnowa do Gorlic.